# Charix
Charix est une commune française, située dans le département de l'Ain en région Auvergne-Rhône-Alpes, à proximité du lac de Sylans et du lac Genin. La commune voisine de Plagne fut créée en 1845, par démembrement des communes de Charix et de Saint-Germain-de-Joux. La commune est en grande partie (800 sur 1 827 hectares) constituée de forêts.
Ses habitants sont nommés les Chariants ou parfois les Charisiens.

## Géographie

### Localisation
Charix est située à environ 11 km de Nantua. Le territoire communal est limité au nord, par le lac Genin.

### Communes limitrophes
|                       | Oyonnax | Échallon                     |
| Apremont              | Charix  | Plagne Saint-Germain-de-Joux |
| Nantua, Les Neyrolles |         | Le Poizat-Lalleyriat         |

### Relief et géologie
Situé au cœur du Haut-Bugey et donc dans le Massif du Jura, l'altitude de la commune évolue entre 580 et  1 046 mètres ; ainsi Charix domine la cluse située aux alentours du lac de Sylans. À noter que l'altitude du lac Genin est de 826 mètres. Les deux points culminants du territoire sont le Bois de Putaud (991 mètres) et le Mont Burdet (1 043 mètres) se trouvant en limite du territoire d'Apremont.

### Hydrographie
Outre le lac Genin, l'hydrographie à Charix est caractérisée par la présence de quelques ruisseaux  : le ruisseau de la Fronde, le ruisseau de la Balme, le ruisseau du crêt du Bief et le ruisseau de Charix ; surtout, la commune compte un grand nombre de cascades : la cascade du Moulin de la Scie, la cascade de la Camborne, la cascade de la Fronde ou encore la cascade de Pissevache.

### Climat
Pour des articles plus généraux, voir Climat d'Auvergne-Rhône-Alpes et Climat de l'Ain.
En 2010, le climat de la commune est de type climat de montagne, selon une étude du CNRS s'appuyant sur une série de données couvrant la période 1971-2000. En 2020, Météo-France publie une typologie des climats de la France métropolitaine dans laquelle la commune est exposée à un climat de montagne ou de marges de montagne et est dans la région climatique Jura, caractérisée par une forte pluviométrie en toutes saisons (1 000 à 1 500 mm/an), des hivers rigoureux et un ensoleillement médiocre.
Pour la période 1971-2000, la température annuelle moyenne est de 8,3 °C, avec une amplitude thermique annuelle de 16,7 °C. Le cumul annuel moyen de précipitations est de 1 791 mm, avec 12 jours de précipitations en janvier et 9,3 jours en juillet. Pour la période 1991-2020, la température moyenne annuelle observée sur la station météorologique de Météo-France la plus proche, sur la commune de Giron à 8 km à vol d'oiseau, est de 8,4 °C et le cumul annuel moyen de précipitations est de 1 672,4 mm,. Pour l'avenir, les paramètres climatiques de la commune estimés pour 2050 selon différents scénarios d'émission de gaz à effet de serre sont consultables sur un site dédié publié par Météo-France en novembre 2022.

### Voies de communication et transports

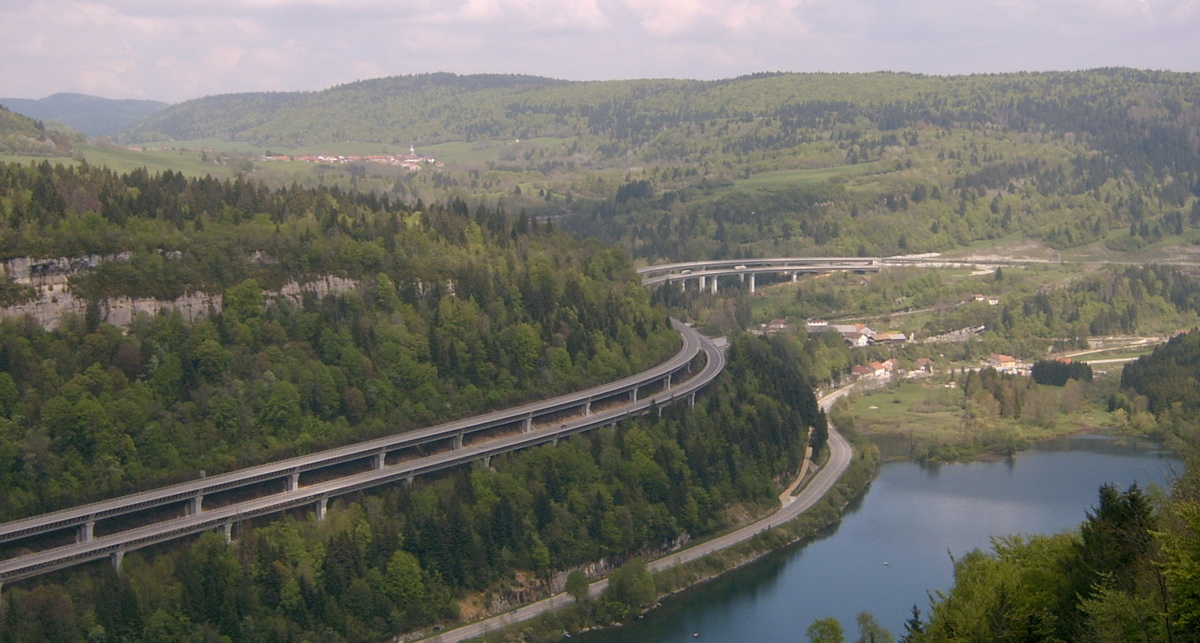
Vue du viaduc et du lac de Sylans, situés au sud du territoire communal de Charix.

La ligne du Haut-Bugey passe au sud du territoire communal où se situe également l'ancienne gare de Charix - Lalleyriat, aujourd'hui fermée.
La commune est également traversée par l'autoroute A40 qui emprunte d'ailleurs le viaduc de Charix. Signalons également le viaduc de Sylans, qui longe le territoire communal.

## Urbanisme

### Typologie
Au 1er janvier 2024, Charix est catégorisée commune rurale à habitat dispersé, selon la nouvelle grille communale de densité à 7 niveaux définie par l'Insee en 2022.
Elle est située hors unité urbaine. Par ailleurs la commune fait partie de l'aire d'attraction d'Oyonnax, dont elle est une commune de la couronne,. Cette aire, qui regroupe 40 communes, est catégorisée dans les aires de 50 000 à moins de 200 000 habitants,.

### Occupation des sols
L'occupation des sols de la commune, telle qu'elle ressort de la base de données européenne d’occupation biophysique des sols Corine Land Cover (CLC), est marquée par l'importance des forêts et milieux semi-naturels (76,5 % en 2018), une proportion sensiblement équivalente à celle de 1990 (76 %). La répartition détaillée en 2018 est la suivante : 
forêts (76,5 %), prairies (20,3 %), zones industrielles ou commerciales et réseaux de communication (2,3 %), zones agricoles hétérogènes (0,9 %).
L'évolution de l’occupation des sols de la commune et de ses infrastructures peut être observée sur les différentes représentations cartographiques du territoire : la carte de Cassini (XVIIIe siècle), la carte d'état-major (1820-1866) et les cartes ou photos aériennes de l'IGN pour la période actuelle (1950 à aujourd'hui).

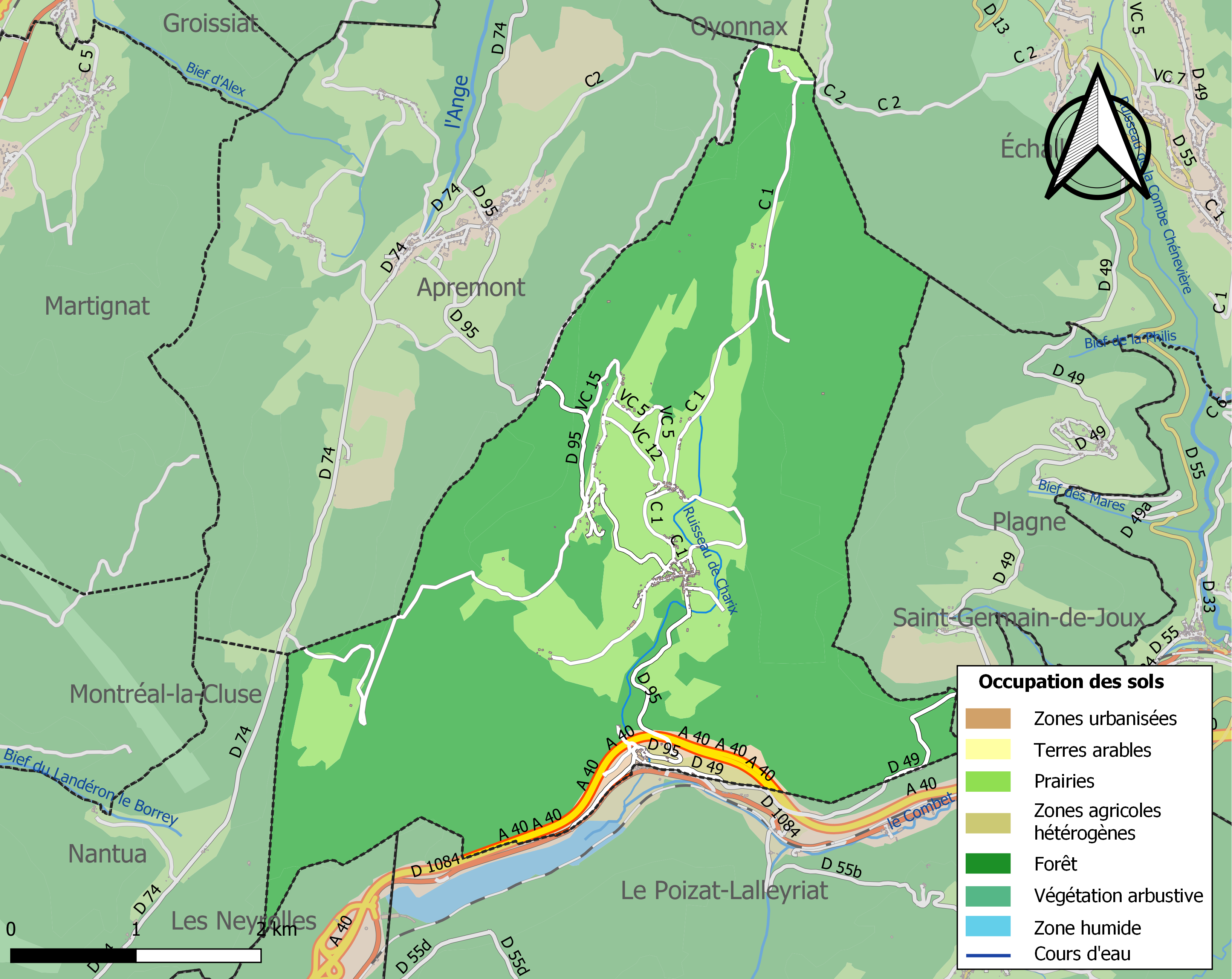
Carte des infrastructures et de l'occupation des sols de la commune en 2018 (CLC).

### Morphologie urbaine
La commune possède deux centres principaux : Charix-Village (où se trouve la mairie par exemple ; parfois appelé le-Village-d'en-Bas et le-Village-d'en-Haut). Elle compte également quelques hameaux : Très-Charvet, les Combes, les Sauges ainsi que le Martinet (situé à proximité du Moulin de Charix) . Enfin, depuis les années 1970, le lotissement du Geai constitue également un hameau.

### Logement
En 2009, le nombre total de logements dans la commune était de 177.
Parmi ces logements, 66,8 % étaient des résidences principales, 23,3 % des résidences secondaires et 9,9 % des logements vacants. Ces logements étaient pour 84,9 % d'entre eux des maisons individuelles et pour 14,5 % des appartements.
La proportion des résidences principales, propriétés de leurs occupants était de 80,0 % (contre 70,9 % en 1999).

## Toponymie
La graphie du lieu a évolué au cours des âges, de In Charision (1350), Chary (1356) et Chariz (1613).
En termes d'étymologie, la route mentionnée dès le Moyen Âge et nommée au XVe siècle la vy des chars, des chers et des charrets, est une hypothèse de l'origine du nom de Charix, généralement retenue.

## Histoire

### Préhistoire et antiquité
L'ouvrage de référence écrit par André Buisson ne recense aucune découverte d'importance à Charix.

### Moyen Âge
Un document de 1145 dans lequel Eugène III confirme l'appartenance de certains biens au prieuré de Nantua, évoque le village. En effet, celui-ci reste propriété des prieurs de Nantua jusqu'en 1608. Toutefois, le village avait acquis une certaine autonomie (par exemple, les habitants avaient le droit de défricher depuis 1382).

### Renaissance et Révolution française

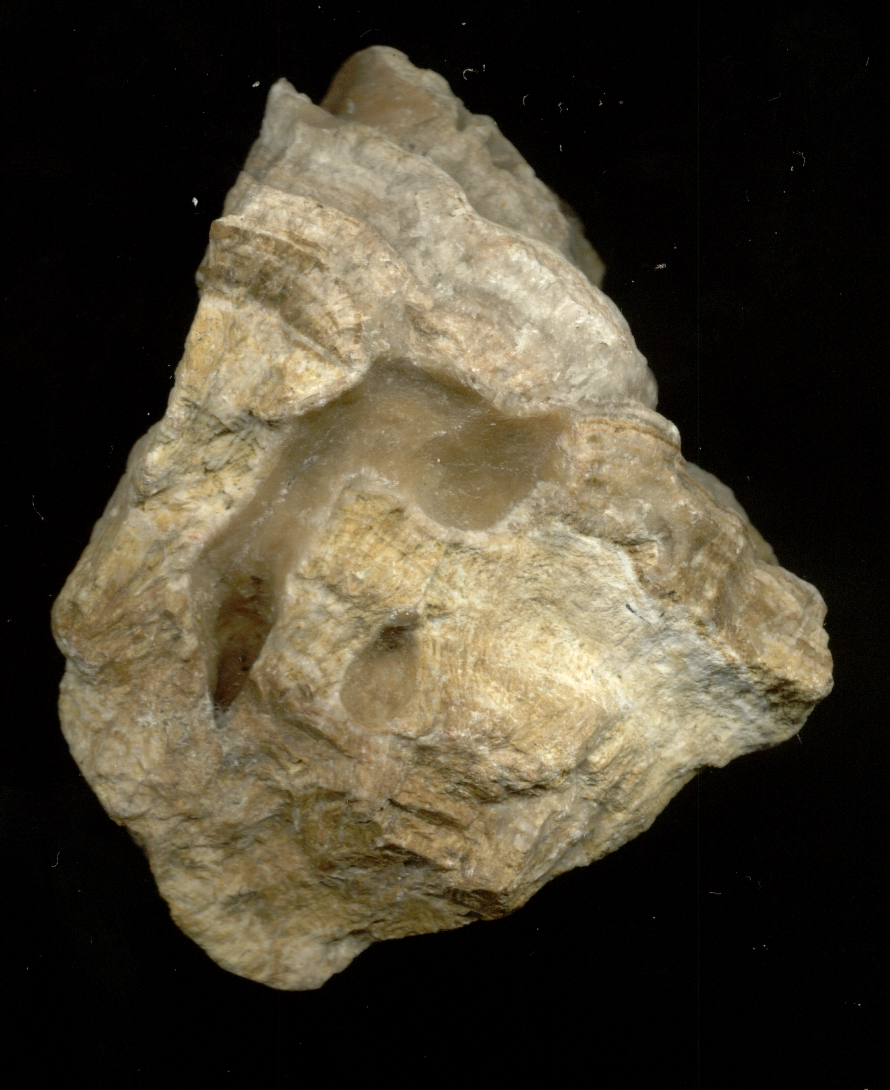
Un échantillon de tuf.

Au XVIIe siècle, la région est le théâtre d'affrontements. Ainsi, en 1640, Charix est brûlé par 500 Franc-Comtois au cours de la guerre entre les Gris et les Cuanais. À la Révolution française, il y a 652 habitants à Charix dont une partie travaille à la carrière de tuf de la Balme.

### XIXesiècleetXXesiècle
En 1851, un incendie détruit à nouveau une partie du village. L'activité économique consiste alors essentiellement en la taille de la pierre et en celle du tissage (notamment l'activité de peignage du chanvre). En 1879, la création (à Lyon) de la Compagnie des carrières de Charix et du Haut-Bugey ainsi que le passage de la ligne du Haut-Bugey permet le développement de l'activité d'extraction dans la région. En 1900, le village est relié au réseau téléphonique.

## Politique et administration

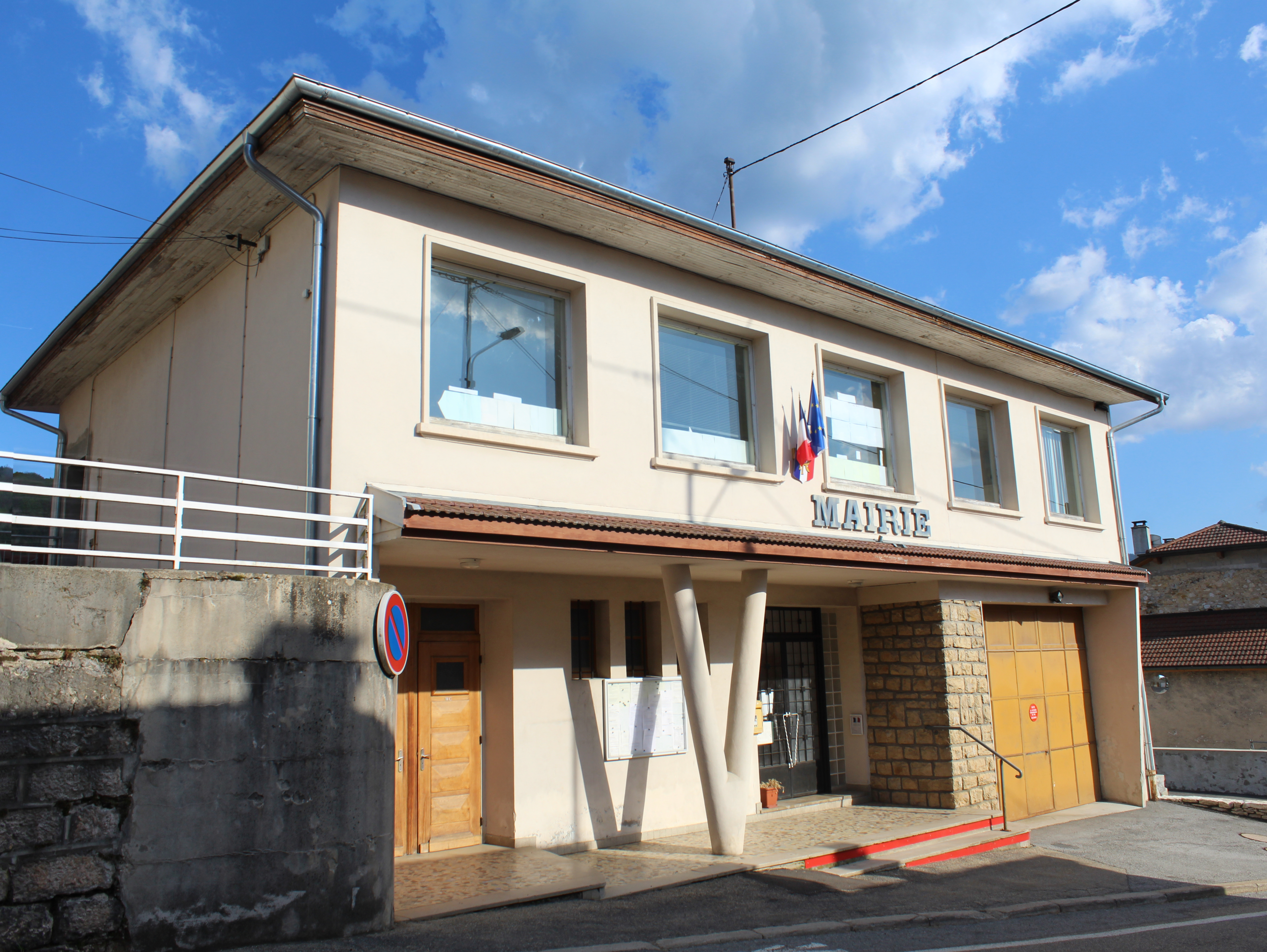
Mairie.

### Administration municipale
Le nombre d'habitants de la commune étant compris entre 100 et 499, le nombre de membres du conseil municipal est de 11.

### Liste des maires
Depuis la Seconde Guerre mondiale, huit maires se sont succédé.
| Période | Période  | Identité                | Étiquette | Qualité       |
| ------- | -------- | ----------------------- | --------- | ------------- |
| 1944    | 1952     | Francisque Seignemartin |           |               |
| 1953    | 1959     | Victor Husson           |           |               |
| 1959    | 1971     | Louis Chatron           |           |               |
| 1971    | 1995     | Michel Guichon          |           |               |
| 1995    | 2001     | Nelly Blanc             |           |               |
| 2001    | 2008     | Chantal Hugon           |           |               |
| 2008    | 2014     | Francisque Mercier      |           |               |
| 2014    | En cours | Didier Palisson         | SE        | Fonctionnaire |

### Jumelages
Charix n'est jumelée avec aucune autre commune.

## Population et société

### Démographie
L'évolution du nombre d'habitants est connue à travers les recensements de la population effectués dans la commune depuis 1793. Pour les communes de moins de 10 000 habitants, une enquête de recensement portant sur toute la population est réalisée tous les cinq ans, les populations de référence des années intermédiaires étant quant à elles estimées par interpolation ou extrapolation. Pour la commune, le premier recensement exhaustif entrant dans le cadre du nouveau dispositif a été réalisé en 2007.
En 2022, la commune comptait 280 habitants, en évolution de −1,75 % par rapport à 2016 (Ain : +5,15 %, France hors Mayotte : +2,11 %).
| 1793 | 1800 | 1806 | 1821 | 1831 | 1836 | 1841 | 1846 | 1851 |
| ---- | ---- | ---- | ---- | ---- | ---- | ---- | ---- | ---- |
| 674  | 739  | 769  | 641  | 693  | 726  | 729  | 720  | 705  |

| 1856 | 1861 | 1866 | 1872 | 1876 | 1881 | 1886 | 1891 | 1896 |
| ---- | ---- | ---- | ---- | ---- | ---- | ---- | ---- | ---- |
| 632  | 588  | 570  | 548  | 525  | 566  | 481  | 469  | 444  |

| 1901 | 1906 | 1911 | 1921 | 1926 | 1931 | 1936 | 1946 | 1954 |
| ---- | ---- | ---- | ---- | ---- | ---- | ---- | ---- | ---- |
| 436  | 437  | 421  | 316  | 317  | 299  | 300  | 293  | 253  |

| 1962 | 1968 | 1975 | 1982 | 1990 | 1999 | 2006 | 2007 | 2012 |
| ---- | ---- | ---- | ---- | ---- | ---- | ---- | ---- | ---- |
| 253  | 230  | 205  | 254  | 261  | 265  | 289  | 292  | 283  |

| 2017 | 2022 | - | - | - | - | - | - | - |
| ---- | ---- | - | - | - | - | - | - | - |
| 285  | 280  | - | - | - | - | - | - | - |

### Enseignement

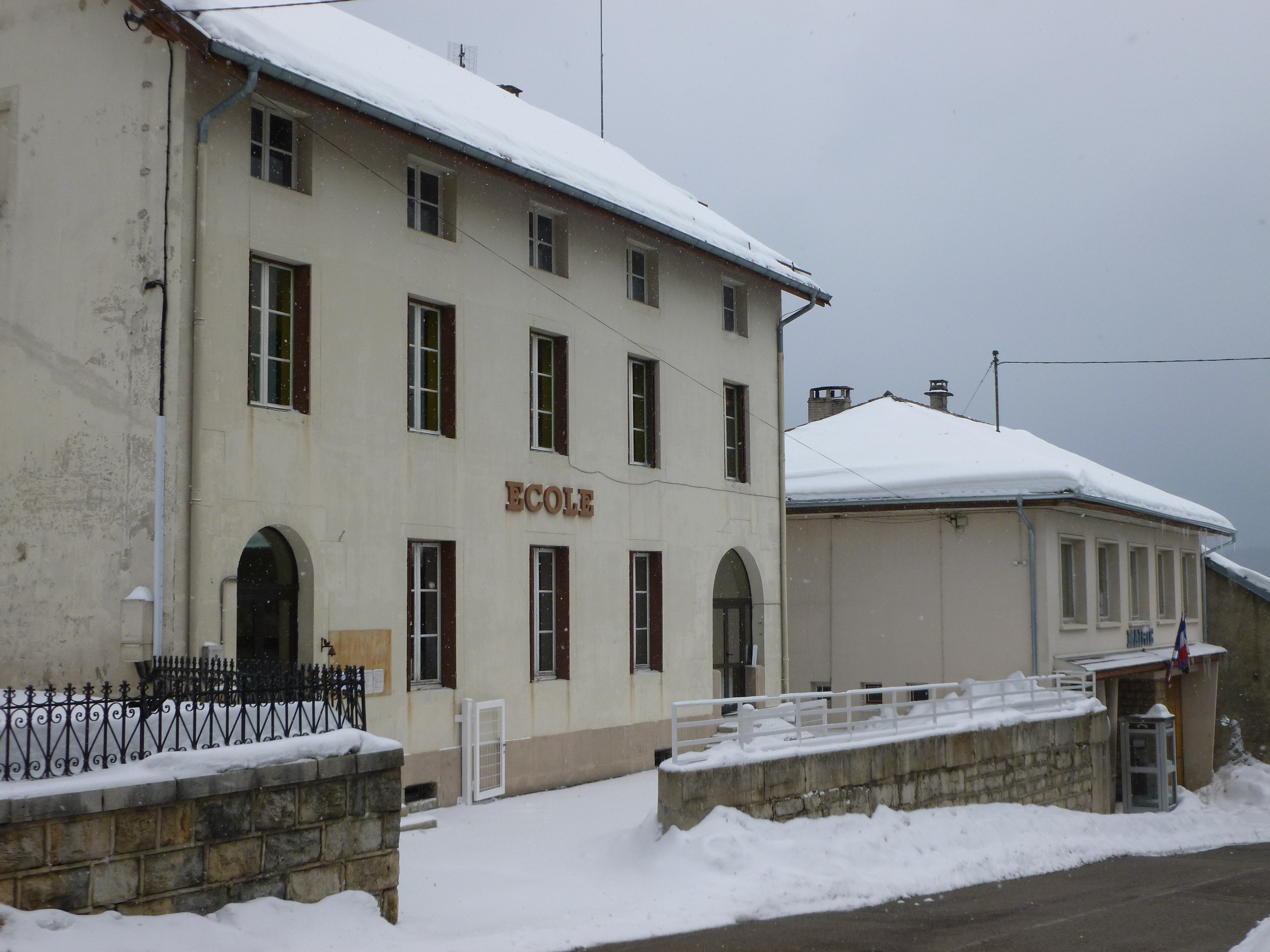
Vue de l'école de Charix.

Charix est située dans l'académie de Lyon. Il y a une école primaire à Charix.

### Médias
Le journal Le Progrès propose une édition quotidienne dédiée à la région du Bugey. Citons également Voix de l'Ain, un hebdomadaire qui propose des informations locales pour les différentes régions du département de l'Ain dont celle de Charix.
La chaîne France 3 Rhône Alpes Auvergne est disponible dans la région.

### Cultes
Pour le culte catholique, le village dépend du diocèse de Belley-Ars dans l'archidiocèse de Lyon. La commune compte une église.

## Économie

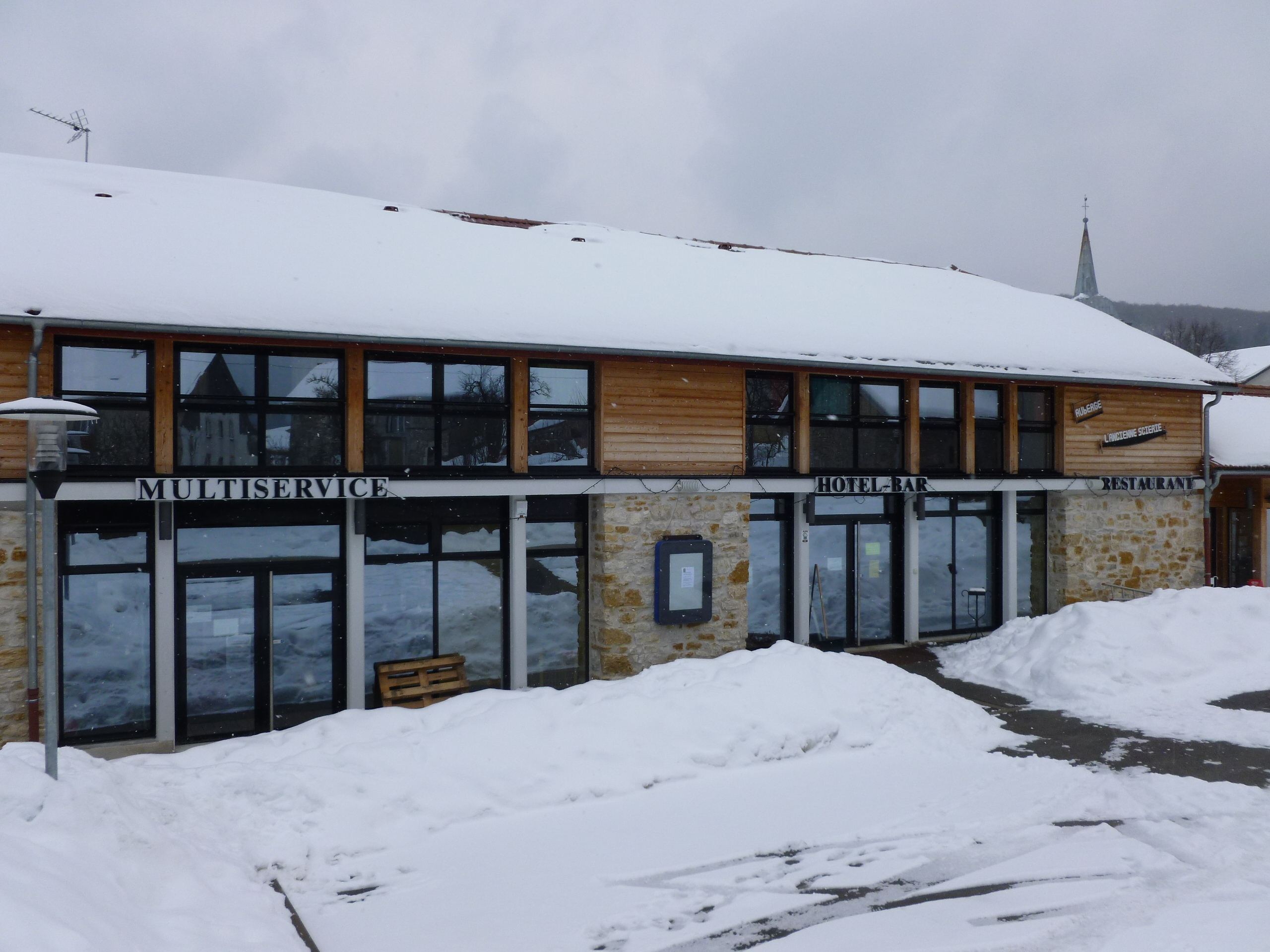
L'hôtel-bar-restaurant accolé à la salle multiservices.

### Revenus de la population et fiscalité
En 2009, 54,2 % des foyers fiscaux de la commune étaient imposables.
En 2010, le revenu fiscal médian par ménage était de 30 284 €, ce qui plaçait Charix au 13 515e rang parmi les 31 525 communes de plus de 39 ménages en métropole.

### Emploi
En 2009, la population de Charix se répartissait ainsi : 73,9 % d'actifs et  26,1 % d'inactifs dont 10,6 % de retraités et 6,1 % d'élèves, d'étudiants et de stagiaires non rémunérés ; le taux de chômage était de  4,5 % en baisse par rapport à  1999 (8,1 % en 1999).
Une agence Pôle emploi pour la recherche d'emploi est localisée à Oyonnax.

### Entreprises et commerces
Au 31 décembre 2010, Charix comptait sept établissements : un dans l'industrie, deux dans la construction, trois  dans le commerce-transports-services divers et un était relatif au secteur administratif.
En 2011, trois entreprises ont été créées à Charix dont deux sous le régime auto-entrepreneur.
Le territoire communal est situé dans celui de l'AOC du Comté. Une fromagerie spécialisée dans l'affinage de ce fromage fut d'ailleurs en activité à Charix (au hameau le Martinet), de 1930 à 2010 (déménagement à Nantua). Elle fut fondée par Francisque Seignemartin qui fut maire de la commune de 1944 à 1952.

## Culture et patrimoine

### Lieux et monuments

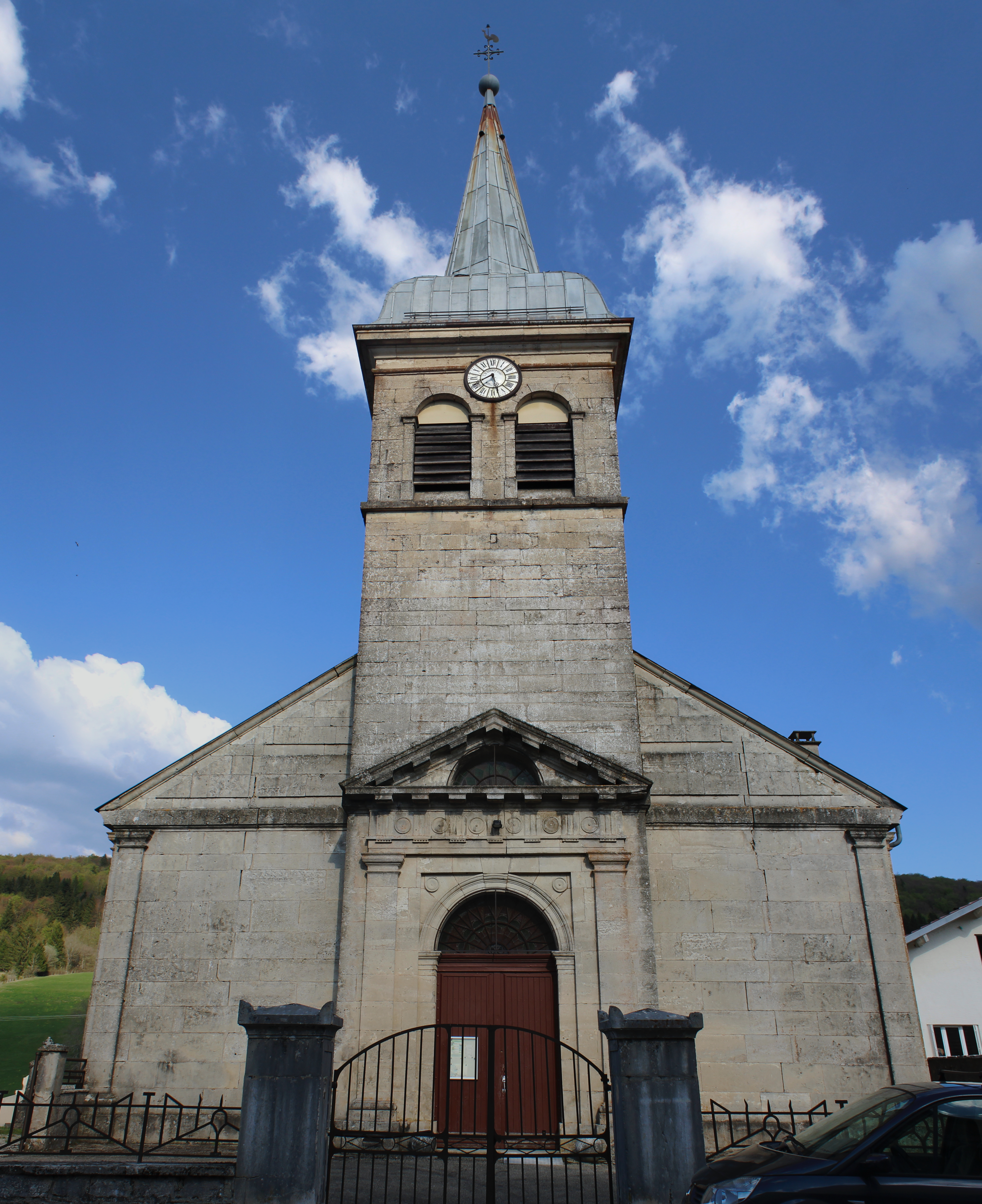
Vue de l'église de Charix.

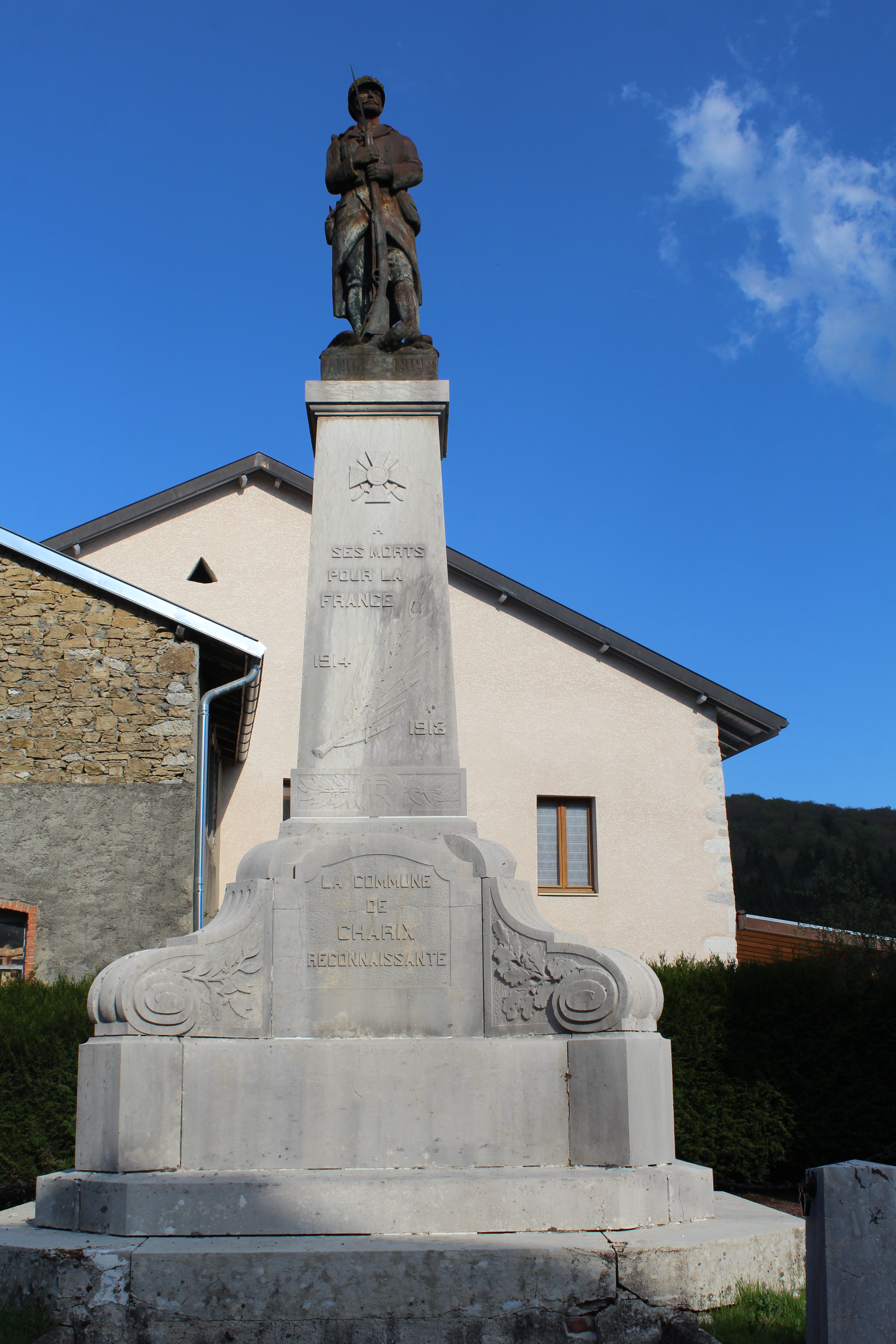
Le monument aux morts de Charix.

L'église Saint-Amand de Charix (ou première église de Charix) est mentionnée depuis au moins 1613. Elle était située à l'emplacement actuel de l'église. Elle fut détruite puis reconstruite entre 1840 et 1842 par l'architecte Waroquet.
Outre l'église, on peut signaler plusieurs monuments religieux situés sur le territoire communal : les quatre croix du village ainsi que la statue de la Vierge de Chauffon. L'érection de ces cinq monuments fut décidée par le conseil municipal en 1864. Leurs installations fut finalisées en 1865.
Le monument aux morts, construit sur les plans de l'architecte Delbos fut érigé en 1925, sous le mandat du maire Taravel. À noter enfin, la présence d'un lavoir.
La commune de Charix est traversée par un des chemins de traverse des chemins de Compostelle : Genève - Le Puy, permettant de rejoindre la via Podiensis. 

### Patrimoine naturel

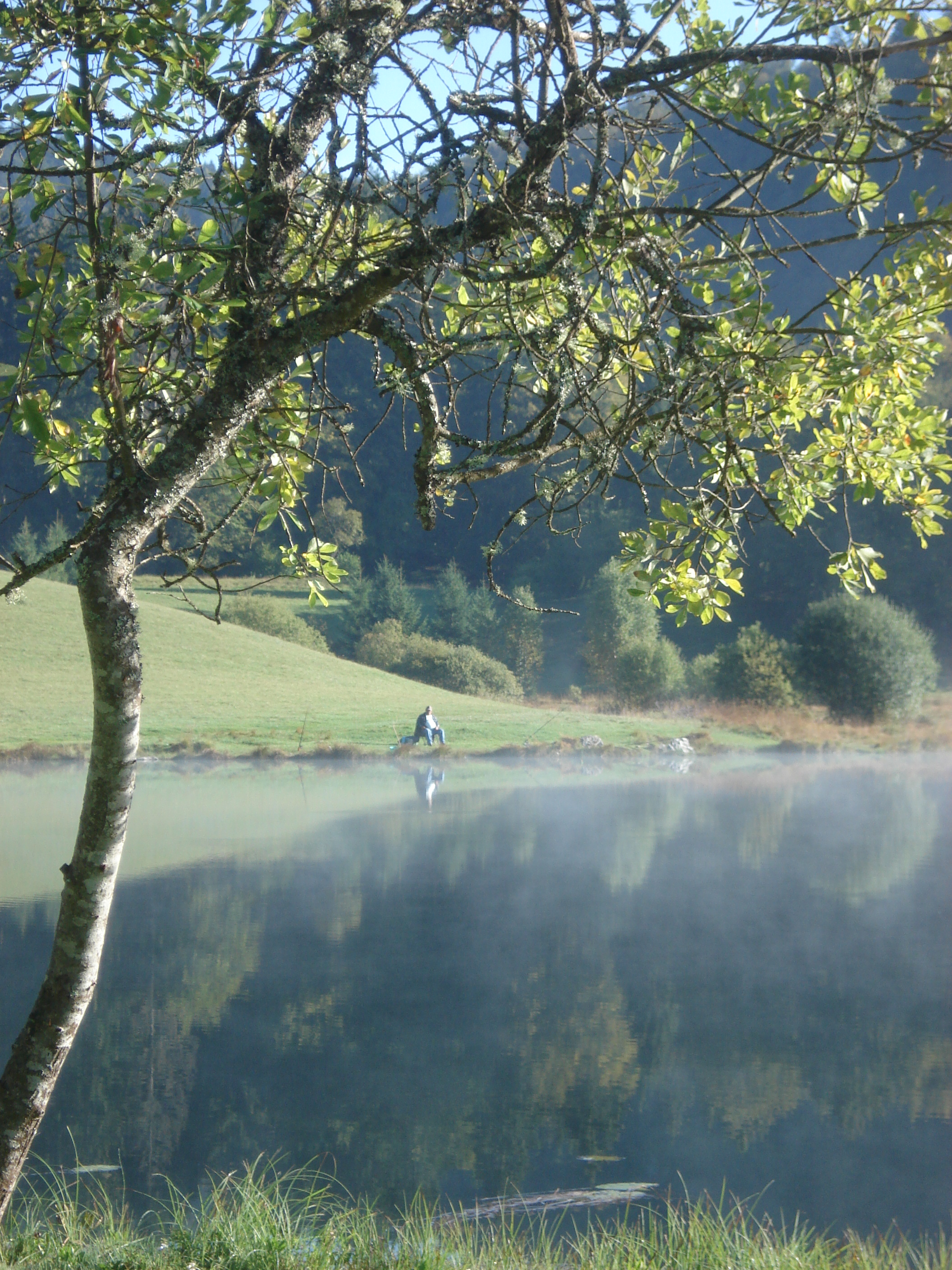
Vue du lac Genin.

Le lac Genin, site naturel classé se trouve partiellement sur le territoire communal. L'hiver, on y pratique le patinage ou la plongée sous glace. À noter également des parcours de ski de fond à proximité.
Autre site classé, la cascade du moulin de Charix, se trouve (malgré son nom) sur la commune de Poizat.
On dénombre également onze cavités sur le territoire communal : les plus remarquables sont la balme de Charix (longue de 400 mètres et régulièrement visitée par les spéléologues) et la grotte de la Serra (plus grande grotte de l'Ain) dont la longueur fut estimée dans les années 1960 à plus de 3 000 mètres.
Un panorama situé à Charix possède une petite réputation ; il est connu sous la dénomination de « point de vue de Leyamont » et permet de contempler une partie du Massif du Jura.

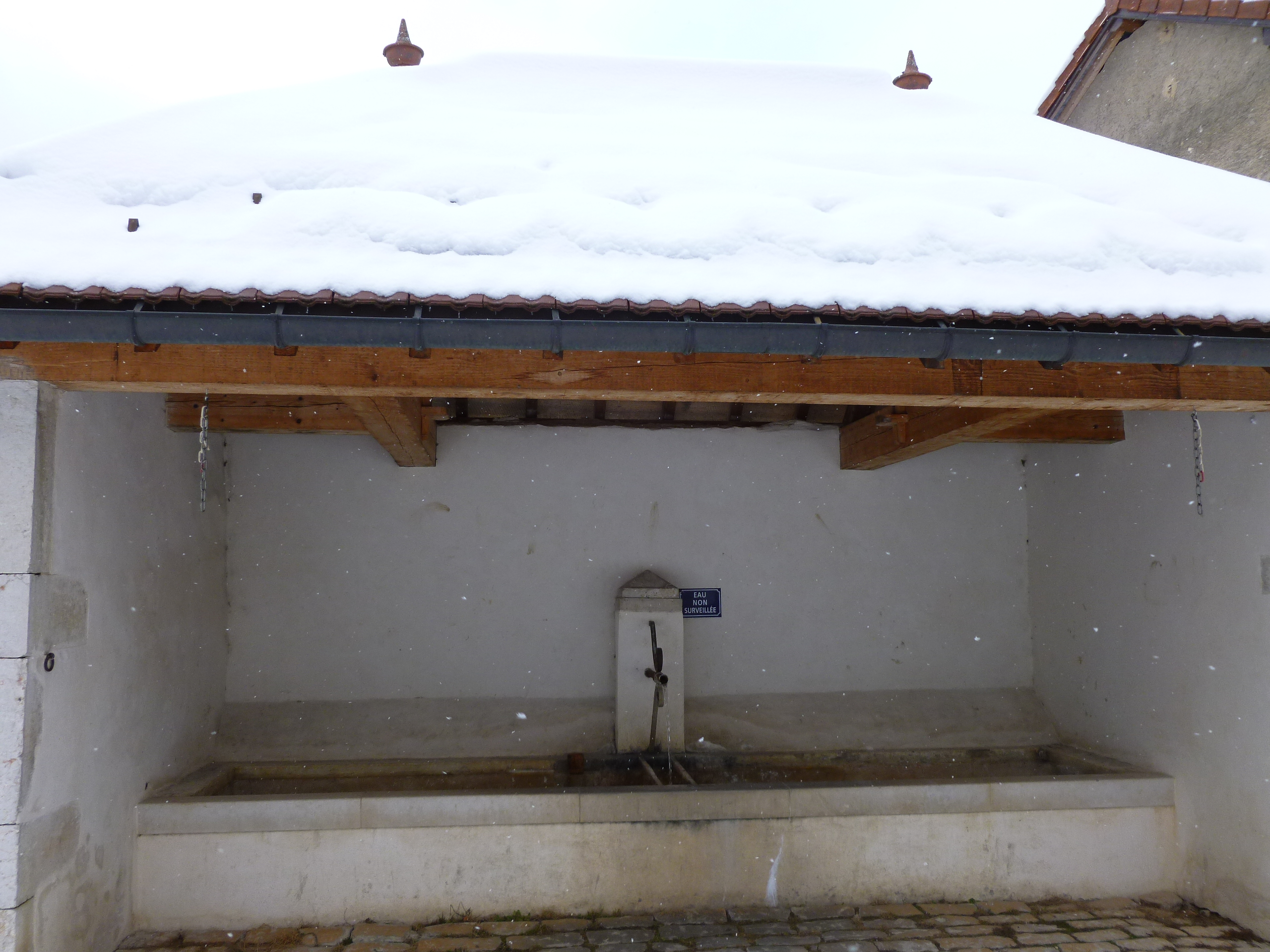
Vue du lavoir de Charix.
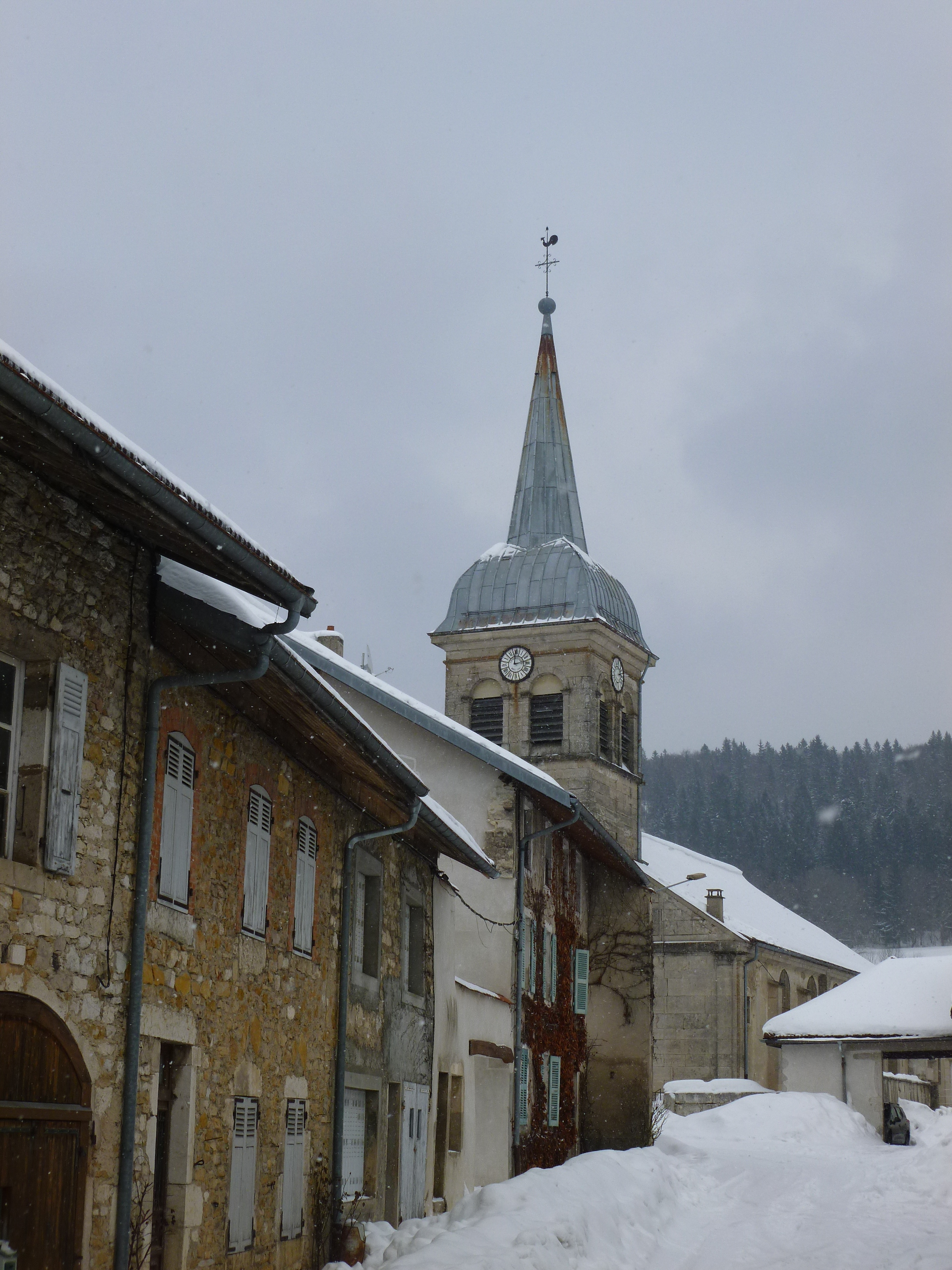
Rue du village.
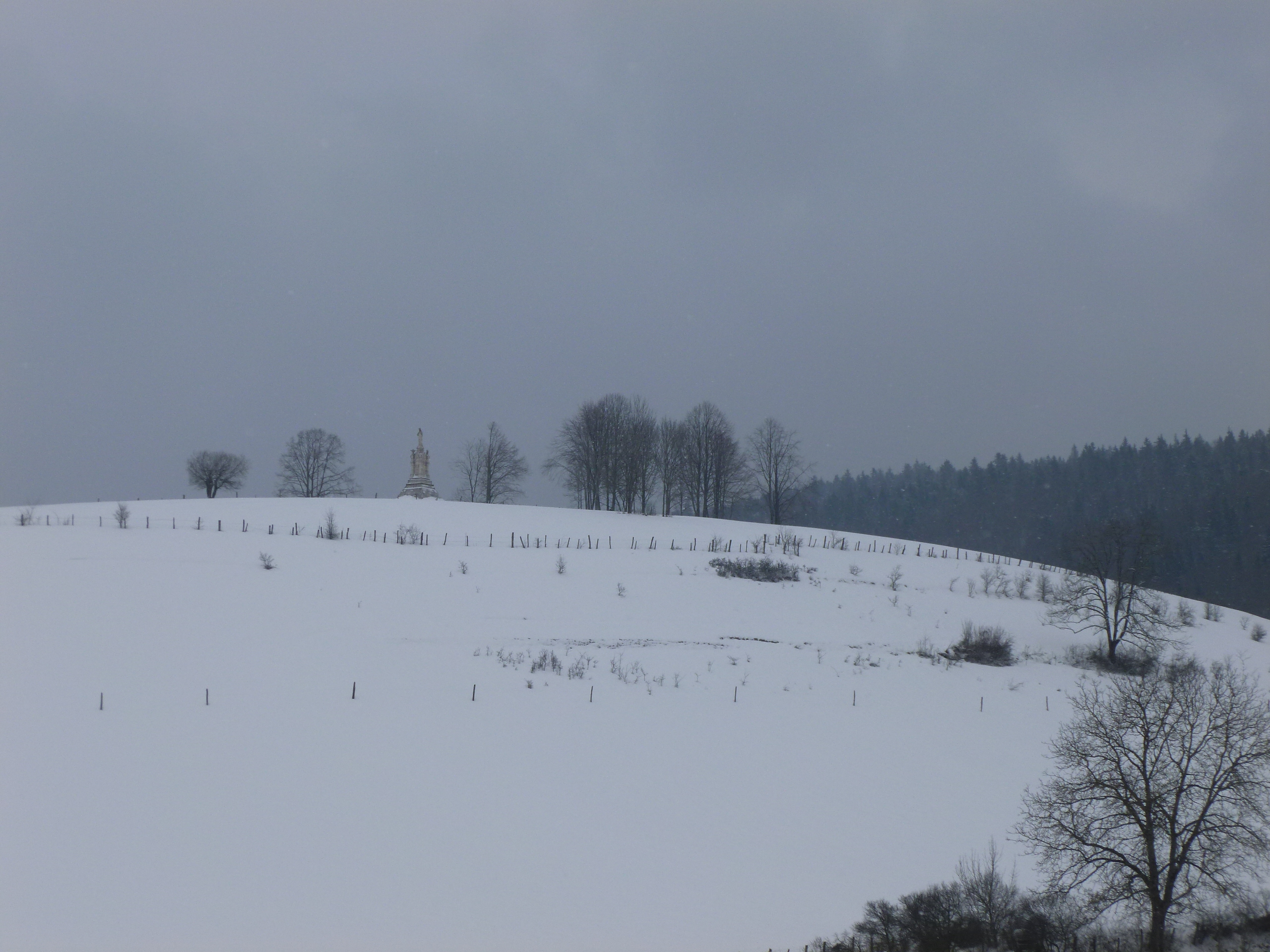
Paysage enneigé à Charix.

### Personnalités liées à la commune
- Auguste Chatron (1844-1917), premier évêque d'Osaka, est né dans la commune.

## Pour approfondir